# Thierno Abdourahmane Bah
Thierno Abdourahmane Bah, né vers 1916 à Donghol Thiernoya, Labé Guinée et décédé le 22 septembre 2013 à Labé Guinée, est un écrivain, poète, théologien musulman et une personnalité politique peul, l'un des représentants importants de la science Islamique et de la culture peul du Fouta-Djallon.

## Biographie

### Famille
Il est l'avant-dernier des neuf fils de Thierno Aliou Boûbha-Ndiyan. Thierno Abdourahmane fut un représentant important de la culture foutanké. Troisième des quatre garçons de Nênan Maryama Fadi Diallo, décédée plus que centenaire en 1978. Dans le clan, les garçons prénommés comme lui sont, dès leur baptême, appelés Thierno, par respect pour l'ancêtre Thierno Abdourahmane Nduyeejo, fils d'immigré Thierno Malal Jafounanke, le premier imam de Labé, charge qui lui avait été confiée par Karamoko Alpha Mo Labé, et qui depuis lors, a été assurée presque sans interruption par ses descendants.

### Enfance
Thierno Abdourahmane a vécu ses premières années alors que son père, Thierno Aliou Bhoubha Ndiyan,(« grand et svelte vieillard, a figure régulière... intelligente et rusée (qui) frappe par les yeux malicieux... »), était reconnu depuis des lustres, et accepté comme (« un des dirigeants de l'esprit public au Fouta», un membre de l' « aristocratie du livre », comme le cite Amadou Hampaté Ba). Paul Marty, qui l'a attentivement fréquenté et « étudié » en 1915, ne cache pas l'admiration réelle qu'il a ressentie de la fréquentation de l'érudit. Il le considère comme un (« lettré arabe de toute première valeur, remarquablement instruit en sciences arabes et islamiques », qui « s'impose à tous par sa science, sa piété et son prestige... », etc.
Paul Marty souligne que « plusieurs centaines de karamoko ont passé leur jeune âge par ses mains »: il en cite un certain nombre, notant que « ce sont en général les plus instruits », Il écrit :

« Thierno Aliou parait avoir visé à sortir quelque peu des méthodes pédagogiques routinières des Foula et à donner à ses élèves des rudiments arabes, »

Thierno Aliou Bhoubha Ndiyan ne fut pas seulement l'érudit grand connaisseur de livres fondamentaux, le pédagogue novateur remarque par Paul Marty. II fut aussi un poète classique en arabe et en Pular.
Ses enfants racontaient que certains soirs, après l'extinction des feux de la lecture scolaire, il réunissait quelques-uns des étudiants, souvent sous la direction de Thierno Oumar Kaana, pour leur faire déclamer ses poèmes, comme Maqaliida-As-Saaadati. Il écoutait de sa chambre le chœur debout sous l'oranger dans la cour, vaguement éclairé par les braises mourantes du doudhal. Et les adolescents, conscients de l'attention que portrait à leur récital leur maitre vénéré, y allaient de tout cœur, en y mettant le meilleur de leur talent. Sans y penser, ils prenaient ainsi gout à la poésie, assimilaient la prosodie arabe et, par corollaire, la peule tirée de la première. Le fait est que beaucoup de ces élèves ont laissé aujourd'hui des poèmes de bonne facture sinon de charme, en Pular principalement, le plus productif ayant été Thierno Jawo Pellel.

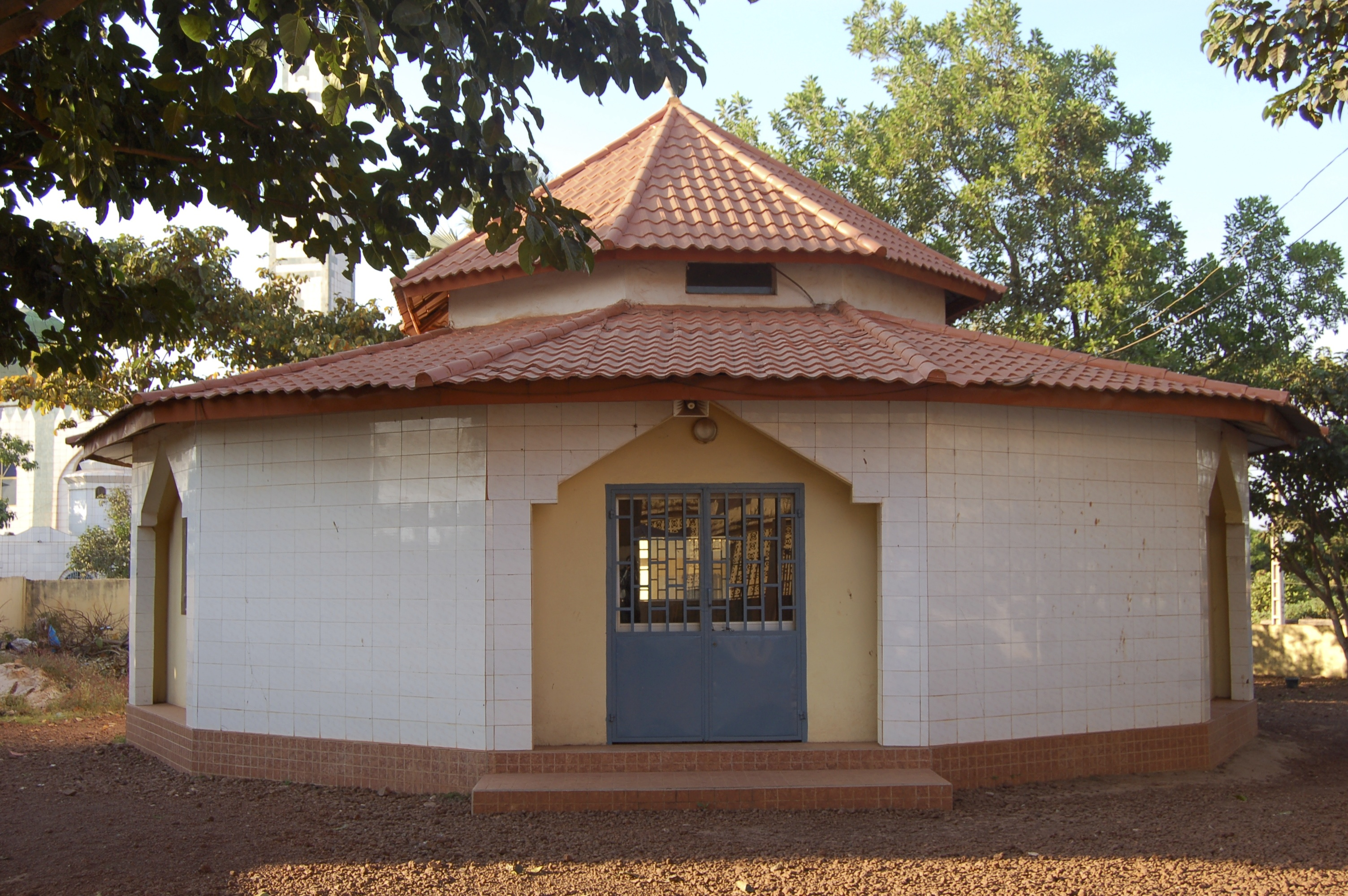
La Case de Thierno Aliou Bhoubha Ndiyan à Labé

C'est donc dans une communauté familiale ou l'étude des livres et les exercices de l'esprit étaient l'activité principale, que Thierno Abdourahmane a commencé à découvrir le monde. Lorsque des dizaines d'enfants et d'adolescents, assis en rond en plein air, autour du grand feu pour l'étude du soir, ânonnent à tue-tête lettres, syllabes ou versets coraniques recopies sur leurs planchettes, le spectacle « son et lumière » dégage une poésie que ne peut oublier quiconque l'a vécu ou simplement observe. Il ne faut pas chercher ailleurs la source à laquelle Thierno Abdourahmane a puise son gout pour la chose écrite, et pour la poésie notamment.
Thierno Abdourahmane, malgré son jeune âge, était de ceux-là. Avec son frère Thierno Habibou qui avait mémorisé le Saint Coran sous la direction de leur père, il avait achevé Bur-hanu et Sulaymi, deux opuscules islamiques, le second étant en vers. Les deux frères avaient également achevé le livre de Shaykh Abou Zayd, le célèbre imam de Kairouan en Tunisie, la Ricalat, cette épître assez volumineuse et manuel détaillé de droit et rituel islamiques, enseigne dans toutes les écoles coraniques du Fouta-Djallon. Avec leur neveu Dai, fils de Alfa Bakar Diari, les deux frères en étaient à la révision du Muhayyibi, un poème à la gloire du Prophète.
Ainsi, son père avait eu le temps de laisser une empreinte indélébile sur l'esprit de son avant-dernier garçon. Thierno Aliou Bhoubha Ndiyan avait perçu la vive intelligence de son enfant, qu'il encouragea méthodiquement, bien qu'il n'ait vécu que onze années à l'ombre directe de Thierno Aliou.Le décès de celui-ci ne manqua certainement pas de laisser son fils désemparé. Mais la providence était la veillant sur lui, grâce peut-être à la bénédiction de Thierno Aliou, qui avait écrit dans Maqaliida-As-Saaadati :

« Je louangerai le (Prophète) ma vie durant. Apres ma mort, qu’hérite de moi, a louanger le Prophète, un qui m’égale. »

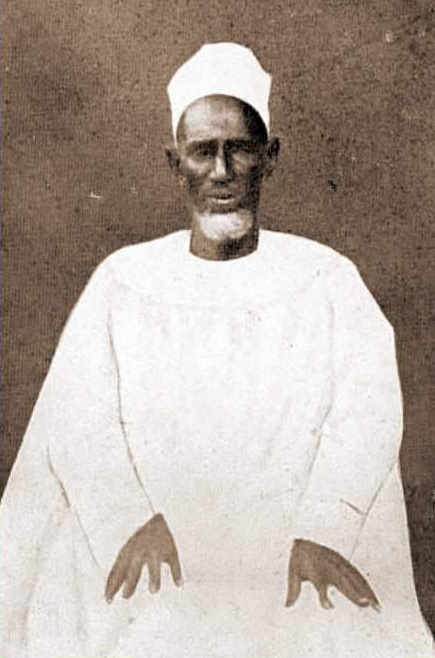
Thierno Aliou Bhoubha Ndiyan

Le fils mettra pieusement ces vers en exergue de son ouvrage Wasiyyat-tu Al-Walidi. Il y avait en fin, au doudhal de Thierno Aliou en ce mois de Mars 1927, des étudiants plus avances, qui faisaient fonction de répétiteurs et d'adjoints d'enseignement. Thirerno Mamoudou Sow, fils de Thierno Oumarou Perejo, et Thierno Abdoullahi Rumirgo, fils de Salli Ouri, étaient des neveux du patriarche. Il y avait Thierno Oumarou Kana de Taranbali, alors l'homme de confiance, le « disciple préféré » de Thierno Aliou qui rendra le dernier souffle sur ses genoux. Il y avait Thierno Jawo Pellel, le poète, qui plus tard écrira à propos de son collègue et aîné :

« II y a aussi Thierno Oumarou Taran, qui est élève de mon maitre; il me contrôlait et me redressait sans erreur. Le maitre l'avait aimé et rapproché de lui. En effet nombre de ses secrets, il ne les lui cachait point... Il le mettait au rang de ses enfants, pour ce qui est visible l'amour qui reste cache est un mystère que je ne perçois pas. »

### Éducation
Au décès de son père en 1927, Thierno Abdourahmane Bah, âgé de onze ans avait appris à lire et à écrire le Coran, premier cycle de l'enseignement traditionnel au Fouta-Djallon. Il s'inscrivit chez Thierno Oumar Pereedjo à Dara-Labe, où il étudiera de 1927 à 1935. Thierno Oumar était un des disciples formés à l'école de Thierno Aliou Bhoubha Ndiyan, dont il était le neveu. Thierno Abdourahmane Bah apprit auprès de son cousin la science islamique étudiée au Fouta-Djallon : grammaire (nahaw), droit (fiqh), théologie (tawhid), ainsi que d'autres spécialités (Fannu, Bayan, Tasrif, Maani). Le Tafsir (traduction commentée du Coran) marqua le terme normal des études, et lui conféra, conformément à la tradition, le titre de Thierno. Dès ses premières années d'études, Thierno Abdourahmane Bah manifeste des dons poétiques réels qu'il exprime dans des morceaux de circonstance en langues arabe et Pular. Il continua toujours cette activité littéraire dans les deux langues.

### Œuvres littéraires

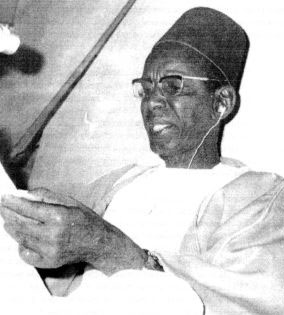
Thierno Abdourahmane a la mosquee de Labe

Thierno Abdourahmane a produit un nombre important d’écrits, en Arabe et en Pular en prose et en vers (caakal et gimi). Les textes arabes en prose de caractère religieux, sont les sermons qu’il faisait à la mosquée lorsqu’il assurait l’intérim de son grand frère (1913 – 2001) pour la prière de Vendredi à la Mosquée de Karamoko Alpha Mo Labé.
Une seconde catégorie de textes arabes en prose est constituée des études scolastiques sur des questions posées à la communauté musulmane par la vie moderne aux conférences de l'académie de droit islamique dont il a été membre et vice-président. Les thèmes développés sont: les sectes en Islam, le prix du sang, le respect des contrats, les droits de l'homme, etc., et les mères porteuses, le planning familial, le sida.

#### La Production Poétique Arabe

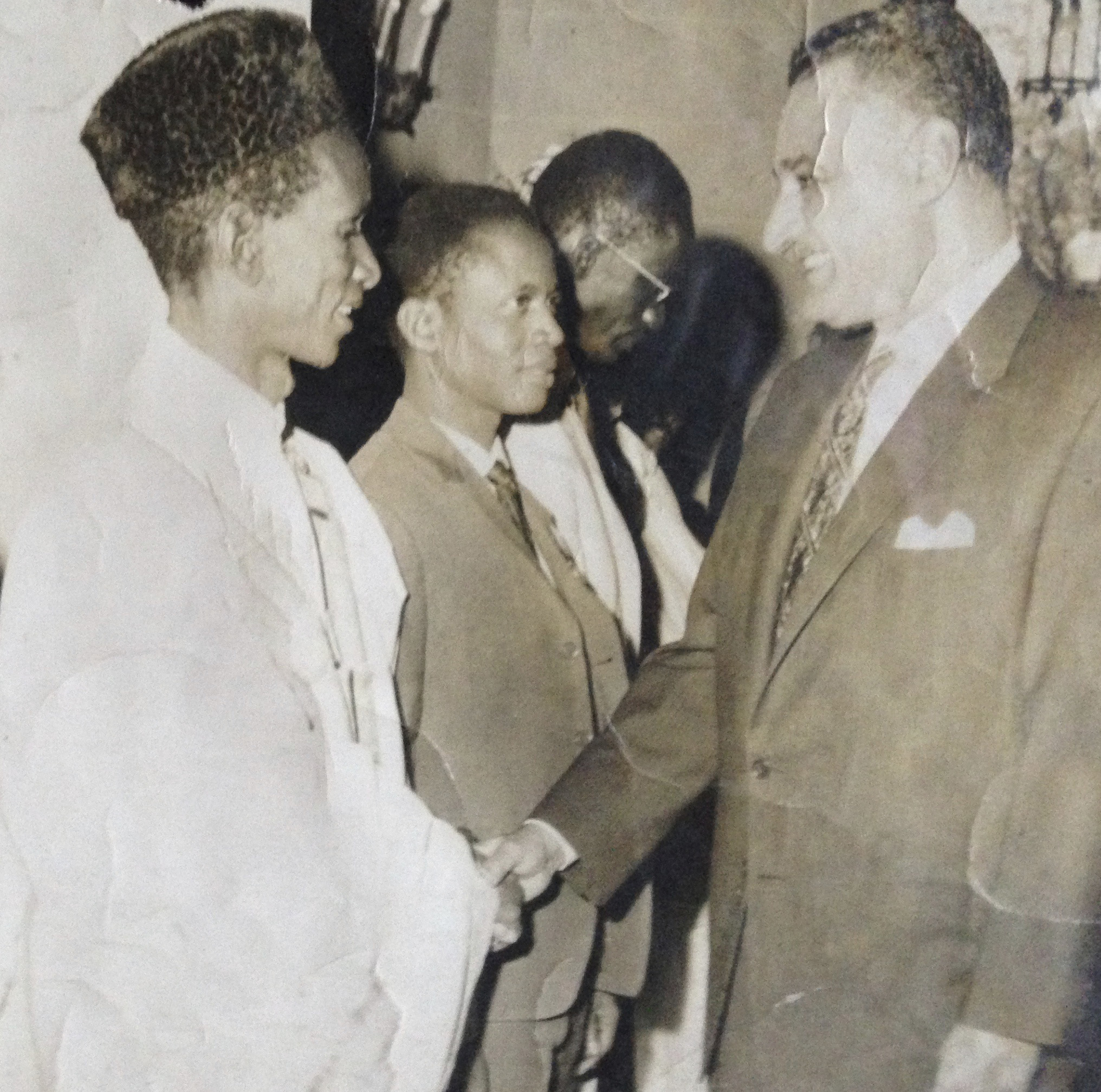
Thierno Abdourahmane & Le Président Égyptien Gamal A. Nasser en Égypte.

La production poétique en arabe commença lorsque Thierno Abdourahmane, âgé de treize ans, étudiait chez Thierno Oumarou Pereejo à Dara-Labe. Un certain nombre de pièces en a été rassemblé sous le titre Banaatu Afkaarii, Les Fruits de mes Pensées, en un volume calligraphié par feu Al-hadj Hanafiyyou Kompayya. Le manuscrit a été imprime au Koweït, sur recommandation du ministre des affaires étrangères de ce pays a son émir. Le recueil contient, le remerciement que l’étudiant Thierno Abdourahmane adressa a son maitre au terme de ses études, et la réponse de Thierno Oumarou Pereejo, des éloges de dignitaires arabes que l’auteur a eu l’occasion de voir: Gamal Abdel Nasser l'Egyptien, l’émir du Koweït, le roi Fahd d’Arabie Saoudite, etc.
Deux autres ouvrages en vers: Maqalida-As-Saadati, les clefs du bonheur, et Jilada Mada.Fii HizbiAl-Qahhar, ces deux ouvrages développent des poèmes de, selon une pratique classique en littérature arabe. Les deux ouvrages originaux sont formés de distiques que l’adaptateur a développé en strophes de cinq vers, content les deux initiaux, en conservant la rime et le sens général du premier texte. Le genre est appelé Takhmisu, ce qui est porte a cinq. Maqalida-As-Saadati a été imprime en Algérie, sous ce titre, avec en sous-titre: Miftahu-Al-Masarrati, les clefs d’allégresse, Waciyyatu-Al-Walidi, calligraphié par Al hadj Hanafiyyou, a été imprime a l’imprimerie Patrice Lumumba de Conakry.

#### La Production Littéraire Pular
La production littéraire en Pular est en vers. Ils ont été pour la plupart publiés originellement sous forme de feuilles volantes manuscrites que les Talibes recopiaient et colportaient. L'auteur lui-même ne s’est soucie que tardivement de la conservation de ces œuvres, ce qui en a fait perdre un grand nombre sans doute. Un Talibe de Maaci, dans le Pita, lui avait rapporté une copie de son épître en faveur de l’AGV, texte que Thierno Abdourahmane lui-même n’avait plus.
A. Ibrahima Sow a publié, dans La Femme, La Vache et la Foi (1966) trois poèmes [ Fuuta hettii bhuttu] [Kaaweedji Djamaanu meen], et [ Faatunde Siriifu Sagale]. Boubacar Biro Diallo a également publié une anthologie, Gimi Pular, contenant deux des textes cités par A.Ibrahima Sow, et le poème sur l’indépendance de la Guinée, Lagine Rindhii (1974). Un premier recueil établi par l’auteur lui-même a été imprimé a Patrice Lumumba dont l’ouvrage est intitule Gimi Pular (1987). On y trouve : et une énumération de ses Almamis et de ses principaux érudits, l'hymne au Fouta (Fuuta hettii bhuttu), une série de poèmes didactiques sur le pays, sur l’indépendance de la Guinée, les merveilles de notre époque, l’hommage à Cherif Sagale, l’hymne au Prophète sauveur.
Thierno Abdourahmane a tenté d’élargir le champ d’action des poètes vers d’autres thèmes, par exemple: le progrès matériel ou bien le sentiment de la nature. Il ne s’est pas cependant dégagé des tendances classiques, la religion et la morale. Il a cependant chanté l’amour de la patrie, et le travail; le poème sur  Les Merveilles de Notre Temps, nous servira pour dégager la méthode de l’auteur.
Les 13 premiers vers énumèrent divers éléments du progrès matériel qui améliorent et facilitent la vie quotidienne: Radio, Avion, Automobile, Bâtiment « en dur » comme la nouvelle mosquée de Labé. Dans ce passage, l'auteur use sans complexe de termes français foulanisés pour désigner les objets nouveaux: poste radiyo, aviyon, miliyon, vatiiru, etc. Il enrichit ainsi le vocabulaire usuel de la langue, comme il le fait dans bien d’autres textes, anciens et moins anciens.
Thierno Abdourahmane résout l’aspect lexical du développement des langues africaines de la façon la plus naturelle, en adoptant les désignations avec lesquelles les objets ou les actes ont été amenées. Cette pratique se trouve également dans Ogirde Malal de Thierno Mamadou Samba Mombeya.
Après cet aspect littéraire du progrès, le poète passe sans transition à un tout autre objet, la condamnation énergique des abus de pouvoir par les anciens chefs de canton. Cette partie est d’un souffle satirique, d’où se dégage la compassion pour les faibles gens, la colère contre l’injustice et la tyrannie.

#### L’Agv et l’effort de guerre
La vie s'écoule simple et tranquille pour Thierno Abdourahmane, entre ses frères, ses épouses et ses camarades d’âge, avec ses automatismes coutumiers que l'on pratique sans trop y penser. Elle sera soudain interrompue brutalement, lorsque :

« Hitler déclara cette sienne guerre,

alors que les gens se pavanaient dans l'aisance  chacun,

jusqu’alors vaquant a ses affaires,

délaissa celles-ci et se mit en état de combattre. »

Thierno Abdourahmane, bien armé intellectuellement, se mit à observer les difficultés croissantes qui assaillaient les populations, ses concitoyens. Il vécut intensément les souffrances communes, en poète qui se reconnait le miroir de son peuple, comme il écrira plus tard :

« C'est le poète qui enthousiasme les gens qui redoublent d'ardeur ;

c'est aussi le poète qui secoue les cœurs qui se revivifient. »

La guerre terminée, des intellectuelles Peuls du Fouta-Djallon créent une association culturelle, l'Amicale Gilbert Viellard (agv), pour la renaissance et le développement de la saine foulanite. Thierno Abdourahmane s’enthousiasme pour l'agv; il compose un de ses premiers poèmes politiques, pour encourager les Peuls à soutenir l'association.

« Quant aux Foulbhe, leur cause était perdue depuis moult années ;

nul d’entre nous ne débattait de ce qu’il faisait.

Nous étions menés comme bêtes au pâturage,

employés a toutes sortes de taches, montant,

descendant, sans savoir pourquoi ni comment. »

Une épître à la démocratie, décrivant avec précision ses objectifs et ses méthodes, un instrument de l'unité pour la nation Peule, dont les dirigeants doivent être honnêtes et patriotes :

« O président, sois un homme honnête, aimant son

pays et ses hommes, cela seul conduit au but ;

O membres, soyez unis derrière ce

dirigeant votre, observez ce qu'il fait. »

Le texte est accueilli chaleureusement par les dirigeants de Gilbert Viellard (agv), dont Monsieur Yacine Diallo. On le fait multiplier et diffuser largement dans tout le Fouta. Thierno Abdourahmane est élu à la tête de la section de l’Agv à Labé, Il compose, a l’occasion d'un congrès de l’Amicale dans cette ville, l'Hymne à la paix et au Fouta-Djallon, qui fut accueilli avec un succès sans précédent. Les Talibes le recopiaient et s'en allaient par les marches hebdomadaires le réciter aux foules qui formaient des grappes compactes. Le poème décrit avec un lyrisme remarquable les souffrances de «l'effort de guerre», les corvées que l'on imposa tyranniquement aux populations pendant la période 1940-1944; on ne relit pas, aujourd'hui encore ces lignes sans que les yeux ne vous gonflent.
En contraste avec les misères de la guerre et de l'oppression, les hommes et les terroirs du Fouta-Djallon sont magnifies, pour exhorter à l'amour de la patrie, en expliquant en quoi consiste cet amour. Le poème s’achève en invitant les foutankes au travail et à l’étude. Thierno Abdourahmane affiche la couleur des thèmes préférés de son inspiration poétique : l’amour et la compassion pour les humbles, l’exhortation à l’étude et au travail, l’amour de la patrie : des thèmes éminemment démocratiques, socialisants ou tout au moins philanthropes, qu’il reprendra plus d’une fois.

#### L’évocation de son Fouta
Un autre thème de Thierno Abdourahmane est l’évocation de son Fouta-Djallon, ses paysages et ses habitants, les événements coutumiers, et les saisons. Le dernier de ces textes, qui sert de conclusion (lannirdhun) donne une bonne idée de la perception que le poète a de la nature:

« Si tu pénètres dans l’ombre d’une futaie ou d’un arbre géant pour te reposer, que t’évente un vent frais, tu te relaxes ;

Si tu vas dans une rizière mure de son riz, ou que tu entres dans un jardin de bananiers en fleurs ;

Si tu t’assieds au bord d’une grande rivière, observant ses trombes d’eau se bousculant, se jetant les unes sur les autres, en cadence ;

Si tu vas dans un large boowal, que tu promènes tes yeux sur l’horizon, à les en lasser ;

Si tu escalades une grande et haute montagne, jusqu'à atteindre le faite extrême, contemples ce qui parait ;

Tu seras par-là témoin, tu reconnaitras les beautés créées pour notre pays, et le bienfait sans fin ;

Tu reconnaitras qu’il t’incombe de travailler pour développer ce pays notre, de veiller sur lui, que nul ennemi n’en échappe. »

Le plaisir intellectuel selon le poète, a un cout, une finalité: c’est une invite, une invite au travail créateur de progrès, travail présente comme une obligation morale, sinon religieuse, celle-là découlant de celle-ci: le texte se poursuit en effet ainsi:

« O frère, tu vois les beautés pour ton pays créées, et les bienfaits et ces richesses indestructibles !

Veilles sur ton pays, aimes tes compatriotes, éduques tes enfants, secoures tes ascendants, souffres pour eux,  tu ne t’en repentiras pas !

Qu’ici je m’arrête, ceci suffit pour commencer à faire comprendre le don de Dieu Tout-puissant, infatigable,

Dieu, sauvegarde-nous, sauvegarde la Guinée, accrois la foi, l’union et notre compréhension, et des bénédictions sans fin. »

Thierno Abdourahmane a enrichi la littérature écrite du Fouta-Djallon de pièces remarquables, malgré le caractère circonstanciel de leur création. C’est à cela que se reconnait le poète, l’écrivain de talent. Car la fiction nait toujours du réel; l’œuvre littéraire, née d’un événement ou d'une situation observés ou vécus, crée à partir de cela une situation imaginaire perpétuelle, dont la connaissance façonne les esprits de la communauté. On lira toujours avec émotion, et l’on récitera des passages de l’Hymne au Prophète sauveur pour ce qui est des textes de caractère sacre, l’hymne au Fouta-Djallon dans le profane. On lira avec un plaisir nostalgique les pièces bucoliques sur les terroirs et climats foutaniens: Fewndo Setto, Fewndo Ndungu, Fewndo Dabbunde, et Fewndo Theedhu, etc.
Comme homme de culture, Thierno Abdourahmane était un progressiste. Il était dans sa vie privée, tout comme dans sa conviction islamique. Il était progressiste dans ses créations littéraires Peul.

### Vie Publique

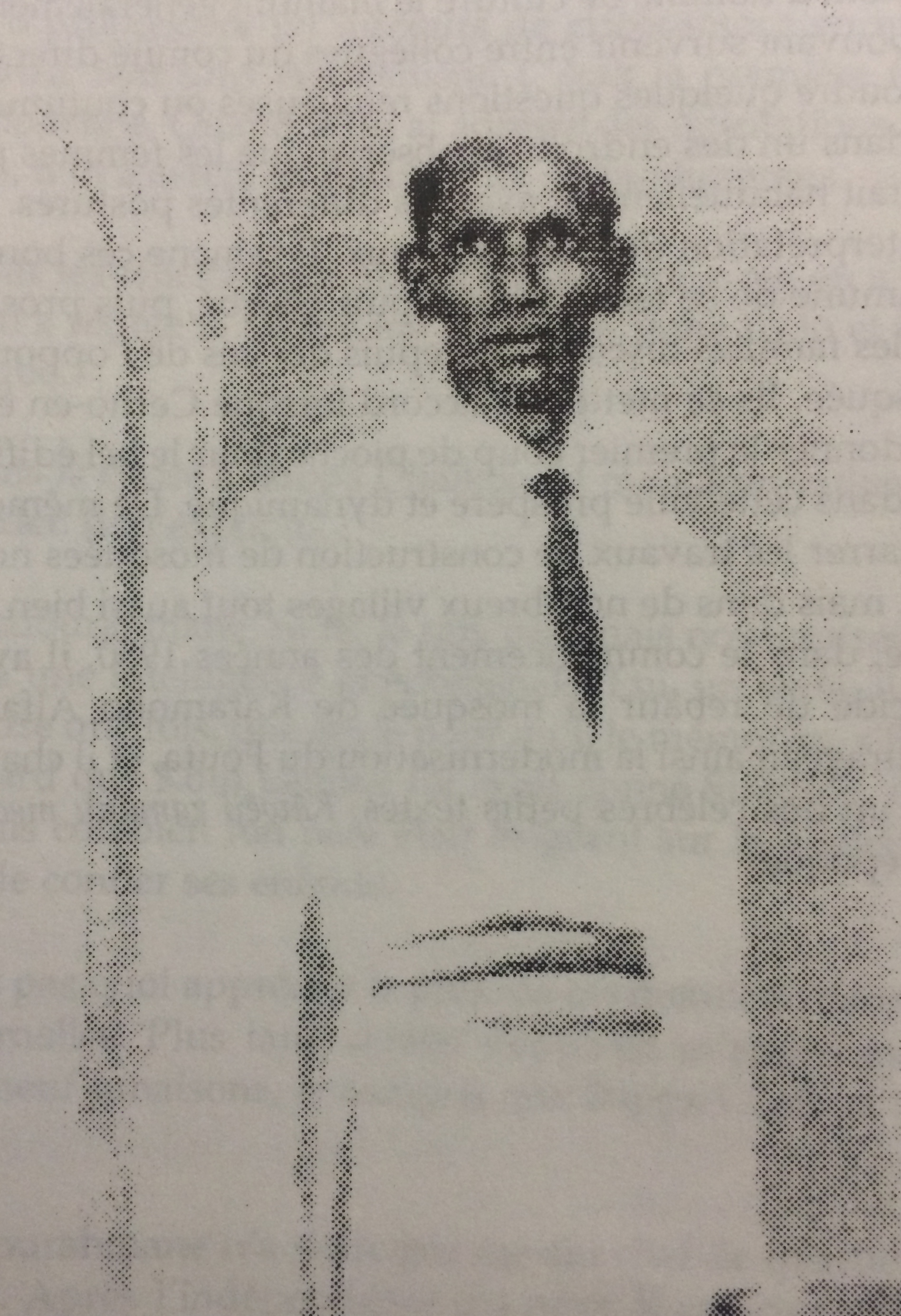
Maire-adjoint de Labé 1956-1959

Thierno Abdourahmane Bah a également dirigé de multiples activités publiques, et exercé des fonctions administratives, politiques, et religieuses depuis 1945. Il fut notamment:
Activités Politiques
1945 : Élu à la tête de la section de l'Amicale Gilbert Vieillard (Agv) à Labé
1956-1959 : Maire-adjoint de Labé
1963-1966 : Commandant d'arrondissement de Thiangel-Boori (Labé)
1967-1969 : Commandant d'arrondissement de Timbi-Madiina (Pita)
1971-1973 : Commandant d'arrondissement de Kona (Koin)
1974-1976 : Commandant d'arrondissement de Daara-Labé (Labé)
1975-1983 : Inspecteur des medersas (École Franco-Arabe)
1984-1987 : Ministre des Affaires Religieuses de Guinée
Activités Religieuses
1950 : Élu Khalife général de la confrérie Tidjania pour l'Afrique Occidentale par Cherif Boun Oumar
1950 : Élu Trésorier de la mosquée de Karamoko Alfa Mo Labé.
1976-1984 : Membre du conseil islamique national chargé du pèlerinage à la Mecque
1981 : Vice-président l'Académie Internationale de Droit Islamique (Majmau-al-Fiqh)
1973-1983 : Imam de la grande mosquée de Labé
1984-1987 : Imam Ratib de la grande mosquée Fayçal de Conakry
1987-2010 : Imam Ratib de la grande mosquée de Labé

### Décès
Thierno Abdourahmane passe les dernières années de son existence à Labé, où it est décédé le 22 septembre 2013 à l'âge de 97 ans; il est enterré le 23 septembre 2013 dans la concession de son père, près de la grande mosquée Karamoko Alpha Mo Labe.